# Kwistig kwissen
Kwistig kwissen is het 177ste stripverhaal van Jommeke. De reeks wordt getekend door striptekenaar Jef Nys. Scenarist is Jan Ruysbergh.

## Verhaal
Filiberke heeft zich ingeschreven voor de televisiequiz Kwistig Kwissen en krijgt nu een uitnodiging. Samen met Jommeke studeert hij een week lang om dan samen deel te nemen. De presentator heet Theodoor de Nul die samen met zijn assistente Marcellina de quiz presenteert. Hun tegenkandidaten zijn Petsy en Tim. Die hebben vooraf de presentator omgekocht om hen te laten winnen. De beslissende vraag luidt Wanneer wandelde de eerste mens op de maan?. Filiberke antwoordt als eerste met 21 juli 1969 maar Theodoor doet of hij 1939 verstaat. Daarop geven de tegenkandidaten weer het antwoord 1969, waardoor zij winnen. Jommeke, diens vader en de Miekes, die in het publiek zitten, grijpen in en er ontstaat een gevecht, waarna onder leiding van Flip de presentator moet bekennen. Deze wordt ontslagen. Later wordt Flip aangenomen als de nieuwe presentator. Die brengt het er uitstekend vanaf en dat is niet naar de zin van Theodoor de Nul. Samen met Petsy, Tim en Marcellina wil hij wraak nemen. Ze ontvoeren Flip en kopen een soort guillotine voor vogels. Daar leggen ze Flip onder terwijl het mes met een touw omhoog wordt gehouden. Een kaars zal het touw doorbranden en zo zal Flip sterven. Intussen gaat Theodoor naar de tv-studio om te horen of hij zijn baan niet kan terugkrijgen en werd vandaar door Jommeke, die denkt dat Theodoor weleens zou kunnen weten waar Flip is, gevolgd. Ze volgen Theodoor naar een huis. Wanneer Theodoor samen met Marcellina, Petsy en Tim op restaurant gaat, wordt Flip weer bevrijd. Tot slot als Theodoor, samen met de drie anderen terug naar de tv-studio gaat, worden ze daar door de politie opgepakt.